# Куп Француске у рагбију тринаест
Куп Француске у рагбију тринаест (фр. Coupe de France de rugby à XIII) је домаћи Куп Француске у рагбију тринаест у коме учествују аматерски, полупрофесионални и професионални француски рагби 13 клубови. Ово такмичење је у француској јавности још познато и као "Лорд Дерби Куп" (фр. Coupe de France Lord Derby). Прва сезона је одржана 1934. године, а највише успеха до сада је имао Каркасон, који је чак 15 пута освајао ово такмичење. Укупно 17 француских клубова је освојило Куп до сада. Карпентрас и Бордо су стигли до финала, али нису имали среће да освоје Куп. Француски куп се није одржавао од 1940. до 1944. јер су нацистички злочинци бранили француском народу да игра рагби 13.

## Лорд Едвард Стенли
Лорд Едвард Стенли је био британски амбасадор у Паризу и челник Рагби 13 федерације Енглеске. По њему је пехар добио назив "Coupe de Lord Derby".

## Историја
Енглези су у двадесетом веку, промовисали рагби 13 у Француској. Французи су почели да играју рагби тринаест 1934. Данас у Француској има око 40 000 регистрованих играча рагбија 13. 

### Списак финала
- 1934-1935. Лион - Каталан 22-7
- 1935-1936. Кот Баскија - Виленев 15-8
- 1936-1937. Виленев - Каталан 12-6
- 1937-1938. Роан - Виленев 36-12
- 1938-1939 Каталан - Тулуз 7-3

1940-1943. Рагби 13 је био забрењен од стране немачких нациста и њихових сарадника Вишијевског режима.
- 1944-1945. Каталан - Каркасон 23-14
- 1945-1946. Каркасон - Каталон 27-7
- 1946-1947. Каркасон - Авињон 24-5
- 1947-1948. Марсеј - Каркасон 5-4
- 1948-1949. Марсеј - Каркасон 12-9
- 1949-1950. Каталн - Лион 12-5
- 1950-1951. Каркасан - Лион 22-10
- 1951-1952. Каркасан - Каталан 28-9
- 1952-1953. Лион - Виленев 9-8
- 1953-1954. Лион - Каталан 17-5
- 1954-1955. Авињон - Марсеј 18-10
- 1955-1956. Авињон - Бордо 25-12
- 1956-1957. Марсеј - Каталан 11-0
- 1957-1958. Виленев - Авињон 20-8
- 1958-1959. Каталан - Авињон 7-0
- 1959-1960. Лезињан - Каркасон 7-4
- 1960-1961. Каркасон - Лезињан 5-2
- 1961-1962. Роан - Тулуз 16-10
- 1962-1963. Каркасон - Тулуз 5-0
- 1963-1964. Виленев - Тулуз 10-2
- 1964-1965. Марсеј - Карказон 13-8
- 1965-1966. Лезињан - Виленев 22-7
- 1966-1967. Карказон - Каталан 10-4
- 1967-1968. Карказон - Тулуз 9-2
- 1968-1969. Каталан - Виленев 15-8
- 1969-1970. Лезињан - Виленев 14-8
- 1970-1971. Марсеј - Лезињан 17-2
- 1971-1972. Сеинт Естев - Виленев 12-5
- 1972-1973. Сеинт Годенс - Каркасон 22-8
- 1973-1974. Алби - Лезињан 21-11
- 1974-1975. Пија - Марсеј 9-4
- 1975-1976. Каталан - Тулуз 23-8
- 1976-1977. Каркасон - Каталан 21-16
- 1977-1978. Каталан - Лезињан 18-7
- 1978-1979. Виленев - Каркасон 15-5
- 1979-1980. Каталан - Каркасон 18-8
- 1980-1981. Није се играло.
- 1981-1982. Авињон - Каркасон 18-12
- 1982-1983. Каркасон - Каталан 10-3
- 1983-1984. Виленев - Лиму 18-7
- 1984-1985. Каталан - Лиму 24-7
- 1985-1986. Ле Понтет - Сент Естев 35-10
- 1986-1987. Сент Естев - Каталан 20-10
- 1987-1988. Ле Понтет - Сент Естев 5-2
- 1988-1989. Авињон - Сент Естев 12-11
- 1989-1990. Каркасон - Сент Естев 22-8
- 1990-1991. Сент Гаденс - Пија 30-4
- 1991-1992. Сент Гаденс - Карпентрас 22-10
- 1992-1993. Сент Естев - Каталан 12-10
- 1993-1994. Сент Естев - Каталан 14-12
- 1994-1995. Сент Естев - Пија 28-8
- 1995-1996. Лиму - Каркасон 39-12
- 1996-1997. Каталан - Лиму 25-24
- 1997-1998. Сент Естев - Авињон 38-0
- 1998-1999. Виленев - Лезињан 20-5
- 1999-2000. Виленев - Каталан 34-14
- 2000-2001. Трејзист Каталан - Лимо 38-17
- 2001-2002. Виленев - Пија 27-18
- 2002-2003. Виленев - Каталан 16-14
- 2003-2004. Трејзист Каталан - Карказон 36-24
- 2004-2005. Трејзист Каталан - Лиму 31-12
- 2005-2006. Пија - Лезињан 36-20
- 2006-2007. Пија - Карказон 30-14
- 2007-2008. Лимо - Алби 17-14
- 2008-2009. Каркасон - Лимо 18-16
- 2009-2010. Лезињан - Лимо 18-14
- 2010-2011. Лезињан - Пија 27-18
- 2011-2012. Каркасон - Пија 14-12
- 2012-2013. Авињон - Лимо 38-37
- 2013-2014. Тулуз - Каркасон 46-10
- 2014-2015. Лезињан - Сент Естев Каталан 27-25
- 2015-2016. Сент Естев Каталан - Лимо 33-16
- 2016-2017. Каркасон - Лезињан 30-24
- 2017-2018. Сент Естев Каталан - Лимо 30-26
- 2018-2019. Каркасон - Сент Естев Каталан 22-6
- 2019-2020. Није се одржао Куп, због корона пандемије.

### Табела освајача француског купа у рагбију 13
- Каркасон 15 освојених купова.
- Каталан 10
- Виленев 9
- Сент Естев 6
- Лезињан 6
- Авињон 5
- Марсеј 5
- Сент Естев Каталан 5
- Пија 3
- Лион 3
- Сент Гаденс 3
- Лимо 2
- Ле Понтет 2
- Роан 2
- Тулуз 1
- Алби 1
- Кот Баскија 1

## Систем такмичења
Игра се једна утакмица, нема реванша. У француском купу учествују рагби 13 клубови из француских лига:
- Елитни шампионат један
- Елитни шампионат два
- Национална дивизија један
- Национална дивизија два

Игра се укупно седам рунди:
- Прва рунда
- Друга рунда
- Трећа рунда
- Осминафинала
- Четвртфинале
- Полуфинале
- Финале

### Учесник из Италије
2016. је специјалну позивницу за учешће у француском купу, добио италијански представник Салузо рустерс из Пијемонта.

## Рекорди и статистика
- Највећа посета на стадиону - Марсеј - Каркасон 24 000 гледалаца, финале 1949.
- Највише поена у финалу - 75 поена, Авињон - Лиму 38-37 финале 2013.
- Највише одиграних финала - Каркасон 28 финала.
- Најубедљивија победа у финалу, Сент Естев - Авињон 38-0.